# Palazzo Calabritto (Nápoly)
A Palazzo Calabritto Nápoly azonos nevű utcáján található. A 18. században épített, majd Luigi Vanvitelli által kibővített és továbbdíszített barokk palota magas portáljával kitűnik a környék épületei közül.